# Helber Melgarejo
Helber Melgarejo (* 13. Februar 2003) ist ein argentinischer Leichtathlet, der im Weit- und Dreisprung an den Start geht.

## Sportliche Laufbahn
Erste Erfahrungen bei internationalen Meisterschaften sammelte Helber Melgarejo im Jahr 2024, als er bei den U23-Südamerikameisterschaften in Bucaramanga mit 15,32 m den fünften Platz im Dreisprung belegte. Im Jahr darauf gelangte er bei den Hallensüdamerikameisterschaften in Cochabamba mit 6,92 m auf den siebten Platz im Weitsprung und belegte im Dreisprung mit 15,81 m Rang fünf. Zudem gewann er mit der argentinischen 4-mal-400-Meter-Staffel in 3:23,58 min gemeinsam mit Renzo Cremaschi, Franco Florio und Elián Larregina die Bronzemedaille hinter den Teams aus Venezuela und Bolivien. Ende April belegte er bei den Südamerikameisterschaften in Mar del Plata mit 14,07 m den sechsten Platz im Dreisprung.
In den Jahren 2023 und 2025 wurde Melgarejo argentinischer Meister im Dreisprung.

## Persönliche Bestzeiten
- Weitsprung: 7,46 m (+1,8 m/s), 7. April 2024 in Concepción del Uruguay
- Dreisprung: 16,03 m (+1,5 m/s), 16. März 2024 in Buenos Aires